# Liste der Monuments historiques in Branne (Doubs)
Die Liste der Monuments historiques in Branne führt die Monuments historiques in der französischen Gemeinde Branne auf.

## Liste der Objekte
| Bezeichnung      | Beschreibung            | Standort                       | Kennzeichnung | Schutzstatus | Datum | Bild |
| ---------------- | ----------------------- | ------------------------------ | ------------- | ------------ | ----- | ---- |
| Prozessionskreuz | Kupfer, 16. Jahrhundert | in der Kirche St-Martin (Lage) | PM25000439    | Classé       | 1908  |      |
| Glocke           | Bronze, 1782 gegossen   | in der Kirche St-Martin (Lage) | PM25000440    | Classé       | 1942  |      |